# Aspidopterys glabrifolia
Aspidopterys glabrifolia är en tvåhjärtbladig växtart som beskrevs av Arenes. Aspidopterys glabrifolia ingår i släktet Aspidopterys och familjen Malpighiaceae. Inga underarter finns listade i Catalogue of Life.